# Clergor
Clergor (en francès Clergoux) és un municipi francès situat al departament de la Corresa i a la regió de la Nova Aquitània.

## Demografia
| 1962                                       | 1968 | 1975 | 1982 | 1990 | 1999 | 2007 |
| ------------------------------------------ | ---- | ---- | ---- | ---- | ---- | ---- |
| 390                                        | 430  | 397  | 390  | 367  | 389  | 370  |
| Des de 1962: població sense dobles comptes |      |      |      |      |      |      |

## Administració
| Període   | Identitat     | Partit |
| --------- | ------------- | ------ |
| 1989-2008 | Jean Maison   | PCF    |
| 2008-     | Claude Gounel | PS     |